# Europäische Schlafkrankheit
Die Europäische Schlafkrankheit, Encephalitis lethargica oder Encephalitis epidemica (Synonyme: (Von-)Economo-Krankheit, Encephalitis Vienna, früher auch Hirngrippe genannt) ist eine Gehirnentzündung, die Lethargie, unkontrollierbare Schlafanfälle und eine temporäre, der Parkinson-Krankheit ähnliche Störung auslöst. Als Erreger wird ein das Zentralnervensystem angreifendes Virus angenommen.

## Geschichte
Die Krankheit trat etwa zwischen 1915 und 1927 in Europa auf und wurde auch nach Constantin von Economo benannt, der die Encephalitis lethargica epidemica 1916/1917 erstmals beschrieb.
Die Betroffenen fielen während der Einnahmen von Mahlzeiten oder während der Arbeit in den Schlaf. Es folgten am nächsten Tag häufig Kopfschmerzen, Übelkeit und Fieber. Die Betroffenen schliefen häufig in völlig unbequemen Körperhaltungen ein. Sie waren aufweckbar, aber in den schlimmeren Fällen folgte ein schneller Tod. Etwa ein Drittel der Befallenen starb an der Erkrankung. Lähmungen der Augenmuskulatur, insbesondere Dysfunktion des Nervus oculomotorius und Augenlidlähmung waren häufig; so beschrieb es Economo, der ähnliche Fallbeschreibungen aus vorangegangenen Jahrhunderten in Europa recherchierte.
Der führende Spezialist in Deutschland war der Neurologe Felix Stern, der in Kiel als Assistenzarzt erste Fälle untersuchte und bereits im März 1920 darüber einen Artikel veröffentlichte. Am Göttinger Universitätsklinikum baute er in den 1920er Jahren Deutschlands erste Spezialstation für Patienten mit Encephalitis lethargica federführend auf. Dort erforschte und behandelte er Hunderte von Patienten in allen Stadien der Krankheit und beschrieb deren Verlaufsmuster bis hin zum Endstadium, das bei vielen Patienten zu fast völliger Bewegungslosigkeit führte. Stern fand seinerzeit nur geringe makroskopische Entzündungsherde, aber keine auffälligen Gemeinsamkeiten bei der Obduktion der Gehirne der Betroffenen. Seine Arbeiten machten ihn über die Grenzen Deutschlands hinweg bekannt und mündeten in sein Buch Die Epidemische Encephalitis (1922), das schnell zum Standardwerk wurde.
Zwischen 1917 und 1927 gab es eine besondere Häufung von Encephalitis lethargica-Fällen. Schätzungen gehen weltweit von 500.000 bis einer Million Erkrankungen aus; Stern schätzte die Zahl der in Deutschland betroffenen Personen auf 60.000. Danach kam es zu keinem epidemieartigen Auftreten mehr, Neuerkrankungen wurden nur in Einzelfällen bis in die 1940er Jahre beschrieben. Aufgrund des nahezu gleichzeitigen Auftretens der Encephalitis lethargica mit der Spanischen Grippe vermutete zuerst Stern, der diese These später widerrief, und später Ravenholt und Foege 1982, dass diese beiden Krankheiten miteinander verbunden seien. McCall und Kollegen konnten jedoch 2001 keine Influenza-RNA in archivierten Gewebeproben nachweisen und diese Vermutung nicht bestätigen. Auch das Herpes-Virus und der Scharlach-Erreger Streptococcus pyogenes gerieten zeitweise in Verdacht, für den Ausbruch der Krankheit verantwortlich zu sein. 
Howard und Lees dokumentierten im Jahr 1987 noch vier Fälle.

## Erwähnungen in der Literatur
- Oliver Sacks’ Buch Awakenings[10] handelt von Opfern dieser Epidemie um 1920, mit denen der Autor Ende der 1960er Jahre als junger Arzt in der neurologischen Pflegeabteilung eines Hospitals in den USA zusammentraf. Sacks konnte die Patienten mit L-Dopa,[11] einer Vorstufe des Neurotransmitters Dopamin, kurzfristig zu Bewusstsein bringen. Der Film Zeit des Erwachens basiert auf diesem Buch.
- Die Autorin Susanne Schäfer behauptet in ihrem autobiographischen Buch Sterne, Äpfel und rundes Glas, dass sie aufgrund einer Encephalitis lethargica zahlreiche Folgeschäden entwickelt habe, unter anderem Autismus, Narkolepsie und Epilepsie.[12]